# سامایلا (کرایوو)
سامایلا (به صربی: Samaila) یک منطقهٔ مسکونی در صربستان است که در ناحیه راشکا واقع شده‌است. سامایلا ۲۳٫۴۰ کیلومتر مربع مساحت و ۱٬۴۶۶ نفر جمعیت دارد و ۲۵۰ متر بالاتر از سطح دریا واقع شده‌است.